# Greetsiel
Greetsiel ist ein Ortsteil der Gemeinde Krummhörn im Landkreis Aurich in Niedersachsen. Mit 1247 Einwohnern (Stand: 31. Dezember 2024) ist es der zweitgrößte Ortsteil der Gemeinde Krummhörn.

## Geografie
Der Sielort liegt unmittelbar an der Leybucht, einer kleinen Bucht an der ostfriesischen Westküste. Große Teile der Bucht wurden nach und nach eingedeicht, sodass Greetsiel heute der einzige Hafenort an der Leybucht ist. Zu Greetsiel gehören auch der Nebenort Hauen und der auf einer Warft gelegene Wohnplatz Akkens, die beide westlich des Dorfes liegen.
In den 1990er-Jahren wurde das Leybuchthörn fertiggestellt. Dieses Bauwerk erstreckt sich als Landzunge in das Wattenmeer. Innerhalb des Leybuchthörns befinden sich ein Speicherbecken und die Zufahrt von der Nordsee zum Greetsieler Hafen. Zwischen Hafen und offenem Meer befindet sich eine Schleuse. Seit Fertigstellung des Bauwerks ist der Greetsieler Hafen tideunabhängig erreichbar.
Die Entfernung zu den nächstgelegenen Städten Emden und Norden beträgt 15 bis 20 Kilometer in nördlicher bzw. südwestlicher Richtung. Der Krummhörner Hauptort Pewsum liegt 7,2 Kilometer in südlicher Richtung.
Westlich von Greetsiel befindet sich das Naturschutzgebiet Leyhörn, das Teil des EU-Vogelschutzgebietes Krummhörn ist. Das Schutzgebiet ist 646 Hektar groß und umfasst neben den Wasser- und Schlickflächen ausgedehnte Röhrichte, Hochstaudenfluren und Grünlandbereiche. Der Ort grenzt zudem an den Nationalpark Niedersächsisches Wattenmeer.

## Geschichte

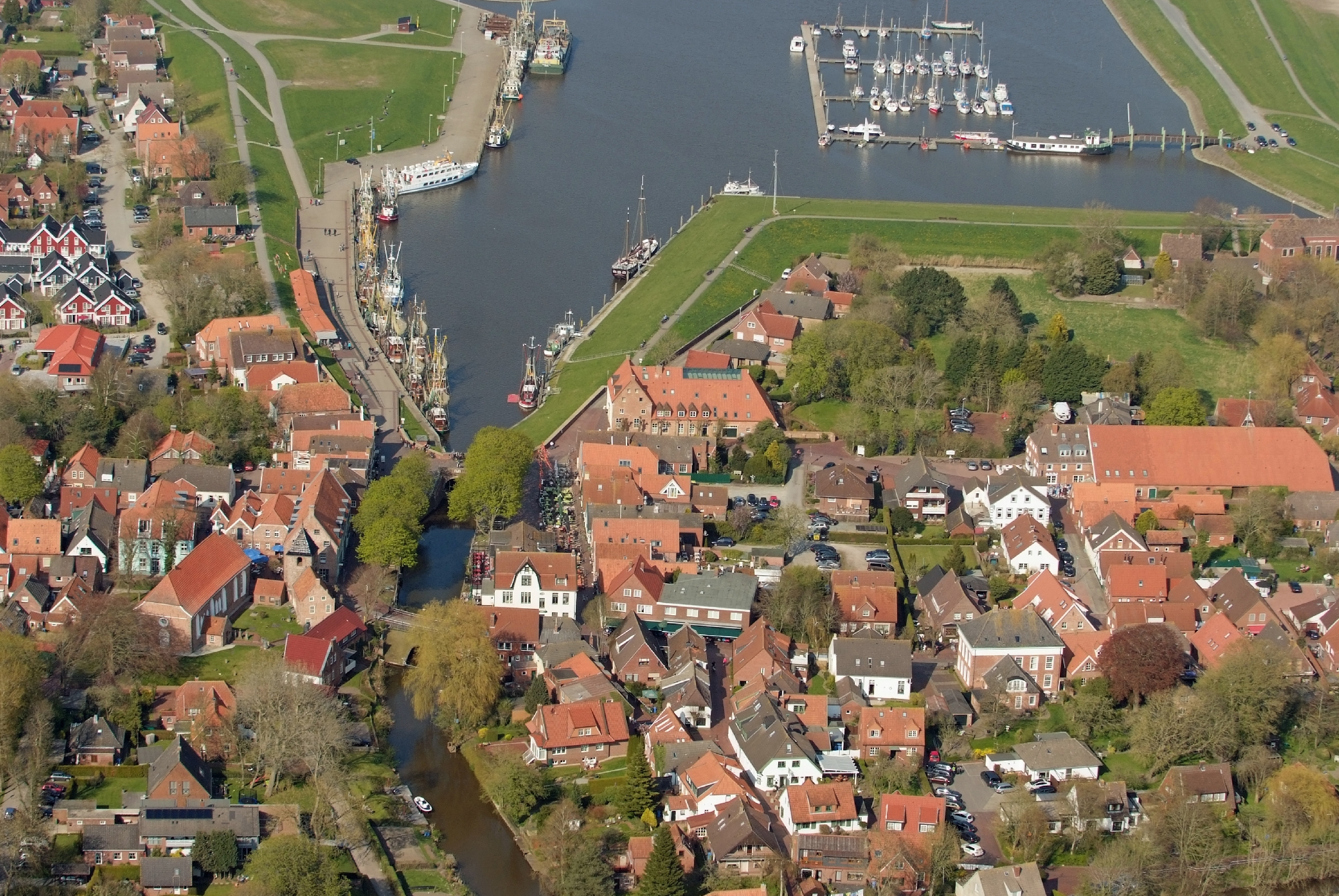
Historischer Ortskern

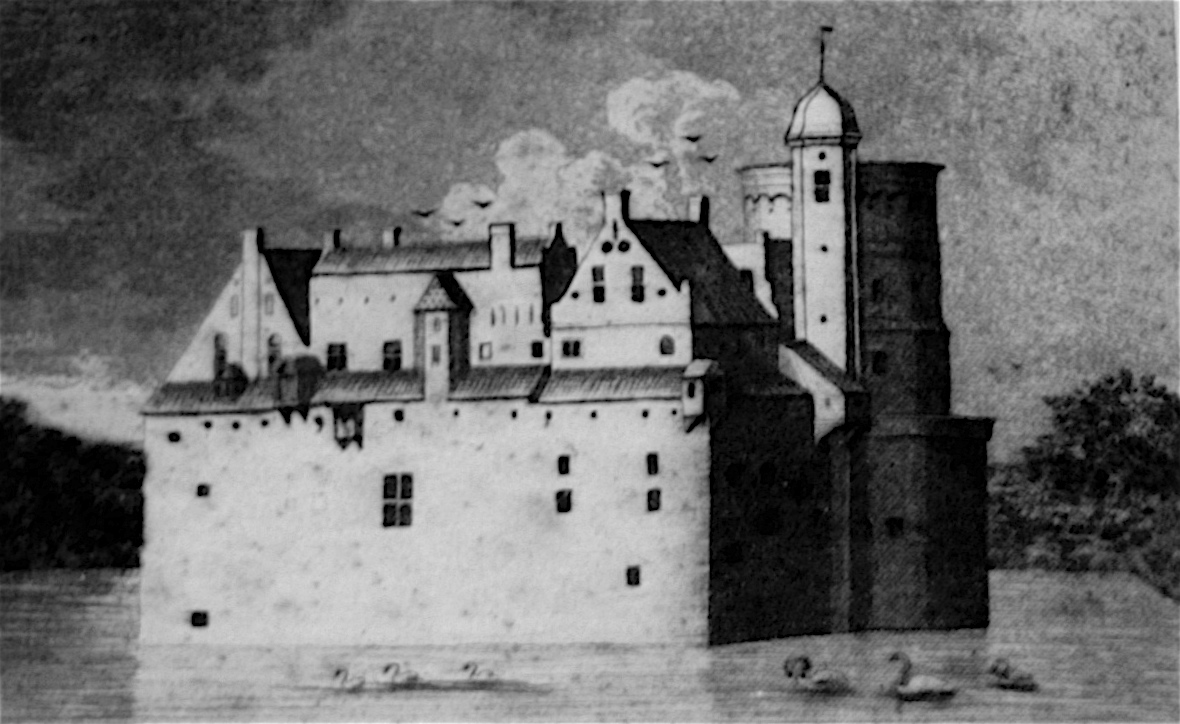
Burg Greetsiel

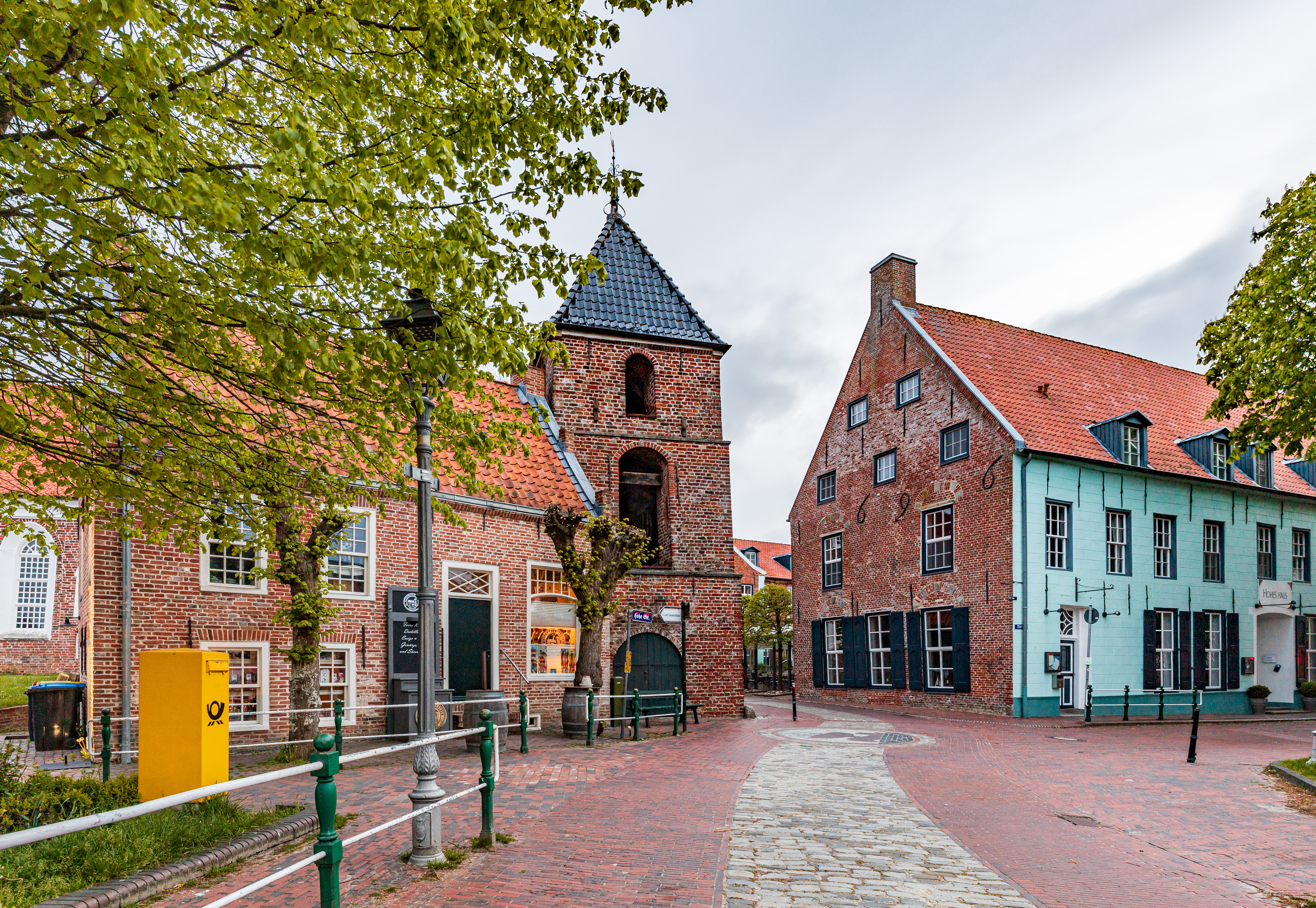
Historischer Ortskern

Am Ort des heutigen Dorfes begann gegen Ende des 13. Jahrhunderts der Bau einer kleinen Wurt. Diese bescheidene Siedlung hat sich die zunächst im benachbarten Appingen ansässige Häuptlingsfamilie Cirksena angeeignet und in ihren Schutz genommen. Hatte Appingen zunächst einen direkten Zugang direkt am Meer, verlandete die vor dem Dorf liegende Leybucht mit der Zeit immer mehr. Nach 1375 ließen die Cirksena das neue Land eindeichen. Vermutlich veranlassten sie auch die im späten 14. Jahrhundert mit drei mächtigen Aufträgen vorgenommene Erhöhung der bestehenden Wurt, die dadurch zur Langwurt wurde. Auf der Krone dieser Wurt verlief die noch heute so genannte Hohe Straße, entlang derer sich das Dorf entwickelte. Außerdem ließen die Cirksena zwischen 1362 und 1388, also etwa um 1375 an der Mündung des Pilsumer Tiefs ein Siel errichten, das das weiter landeinwärts gelegene capmasile (Kaufmannssiel) ablöste. Um ihren Herrschaftsanspruch zu zeigen, ließen die Cirksena zwei Steinhäuser als Burgen erbauen. Vermutlich waren die Häuptlinge Häuptlinge Edzard II. und dessen Sohn Haro die Bauherren.
In der Nähe des Siels entstand ein größeres Steinhaus, das so genannte „olde huus“, mit dem der Hafen kontrolliert werden konnte. Es wurde zum neuen Stammsitz der Familie und später zur heute nicht mehr erhaltenen Burg Greetsiel ausgebaut. Das zweite Steinhaus war viel bescheidenener und stand  am Westende der Wurtsiedlung. Die Cirksena ließen es wohl nicht zu Verteidigungszwecken, sondern als Statussymbol und Hoheitszeichen am landseitigen Ortseingang der neuen Siedlung errichten. Von diesem Steinhaus ist heute noch der Keller erhalten. Während der Mutterort in der Folge immer mehr an Bedeutung verlor, wurde Greetsiel zum Häuptlingssitz. In Briefen aus dem Jahr 1388 (Ocko I. tom Brok) wird Greetsiel das erste Mal urkundlich erwähnt. Hamburger Schiffe lagen damals im Hafen von Greetsiel vor Anker und hatten Zoll zu entrichten. Nach dem Tod seines Vaters ließ Haro um 1400 am östlichen Ende der Langwurt die noch heute bestehende Kirche bauen.
Nachdem Haro kinderlos gestorben war, erbte sein Bruder Enno seinen Besitz in Greetsiel. Als er verstarb, ging sein Besitz an seinen Sohn Ulrich I. über, der später der erste Graf von Ostfriesland wurde. Er ließ das „olde huus“ von 1457 bis 1460 zu einer großen vierflügeligen Burg ausbauen und direkt daneben ein neues Siel anlegen, da es dort viel besser verteidigt werden konnte als das alte Siel.
1462 wurde auf der Cirksenaburg Graf Edzard der Große geboren, unter dessen späterer Landesherrschaft sich Ostfriesland von der Weser bis nach Groningen erstreckte. Er ließ das „olde huus“ abreißen und die Burg weiter ausbauen.

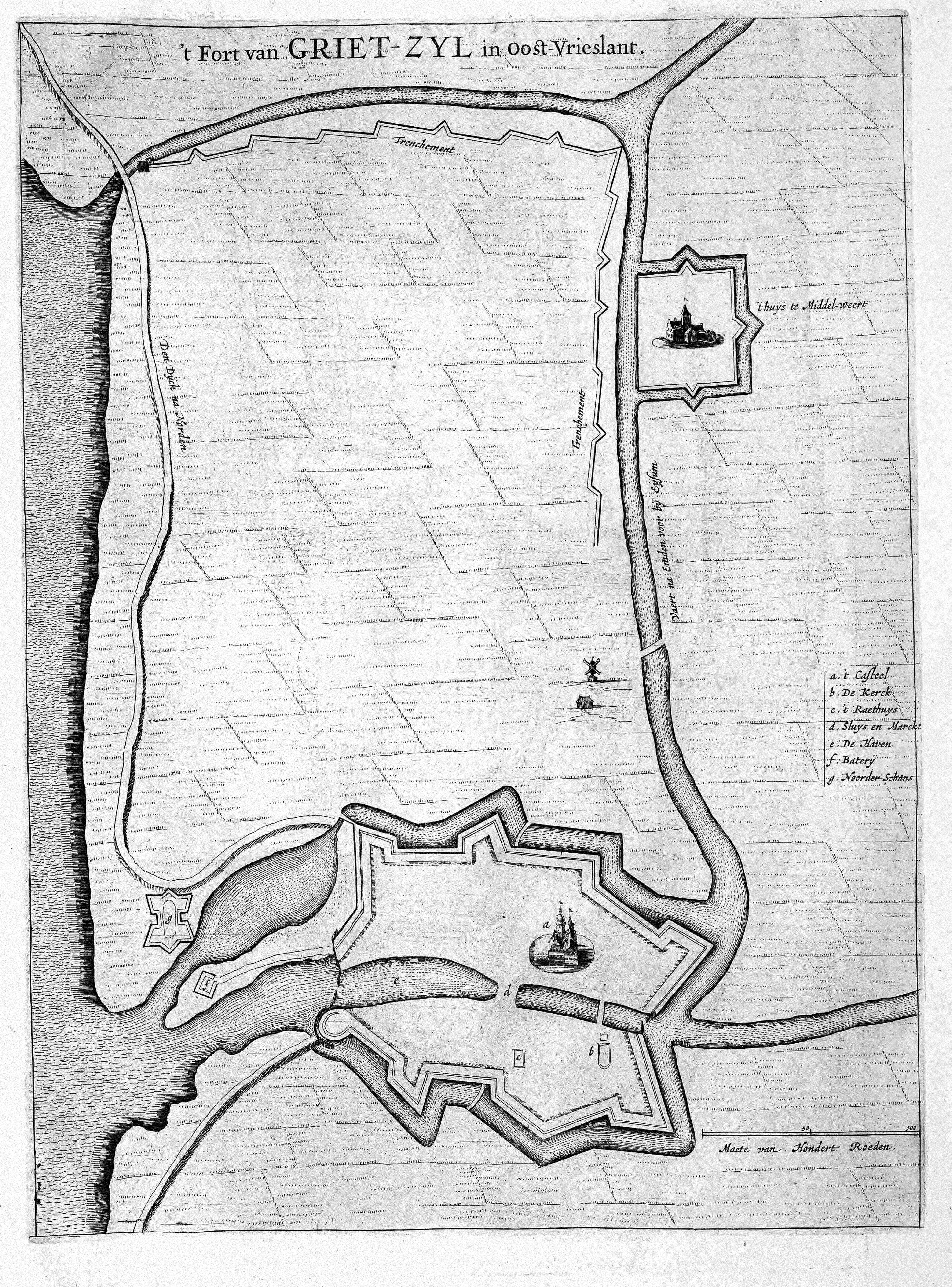
Greetsiel um 1649

1547 wurde Ubbo Emmius als Sohn des lutherischen Pastors Emme Dyken und dessen Ehefrau Elke Tjarda, Bürgermeisterstochter aus Norden (Ostfriesland), in Greetsiel geboren. Auf alten niederländischen Karten ist der Ort als Grietjezijl eingezeichnet.
Im Zuge der hannoverschen Ämterreform 1859 wurde das Amt Greetsiel, dessen Sitz in Pewsum war, aufgelöst und dem Amt Emden zugeschlagen, Greetsiel gehörte seitdem zum letztgenannten. Bei der preußischen Kreisreform 1885 wurde aus dem Amt Emden der Landkreis Emden gebildet, dem Greetsiel danach angehörte.
Schlechte Wirtschaftsbedingungen führten in der zweiten Hälfte des 19. Jahrhunderts zu einer Auswanderungswelle, in deren Zuge etwa 80 bis 90 Personen, vor allem Handwerke und Arbeiter, in die Vereinigten Staaten auswanderten.
Jahrhundertelang waren die natürlichen Tiefs und die Entwässerungskanäle, die die Krummhörn in einem dichten Netz durchziehen, der wichtigste Verkehrsträger. Über Gräben und Kanäle waren nicht nur die Dörfer, sondern auch viele Hofstellen mit der Stadt Emden und dem Hafenort Greetsiel verbunden. Besonders der Bootsverkehr mit Emden war von Bedeutung. Dorfschiffer übernahmen die Versorgung der Orte mit Gütern aus der Stadt und lieferten in der Gegenrichtung landwirtschaftliche Produkte: „Vom Sielhafenort transportierten kleinere Schiffe, sog. Loogschiffe, die umgeschlagene Fracht ins Binnenland und versorgten die Marschdörfer (loog = Dorf). Bis ins 20. Jahrhundert belebten die Loogschiffe aus der Krummhörn die Kanäle der Stadt Emden.“
Torf, der zumeist in den ostfriesischen Fehnen gewonnen wurde, spielte über Jahrhunderte eine wichtige Rolle als Heizmaterial für die Bewohner der Krummhörn. Die Torfschiffe brachten das Material auf dem ostfriesischen Kanalnetz bis in die Dörfer der Krummhörn, darunter auch nach Greetsiel. Auf ihrer Rückfahrt in die Fehnsiedlungen nahmen die Torfschiffer oftmals Kleiboden aus der Marsch sowie den Dung des Viehs mit, mit dem sie zu Hause ihre abgetorften Flächen düngten.
Im April 1919 kam es zu sogenannten „Speckumzügen“ Emder Arbeiter, an die sich Landarbeiterunruhen anschlossen. Zusammen mit dem Rheiderland war der Landkreis Emden der am stärksten von diesen Unruhen betroffene Teil Ostfrieslands. Arbeiter brachen in geschlossenen Zügen in die umliegenden Dörfer auf und stahlen Nahrungsmittel bei Bauern, wobei es zu Zusammenstößen kam. Die Lage beruhigte sich erst nach der Entsendung von in der Region stationierten Truppen der Reichswehr. Als Reaktion darauf bildeten sich in fast allen Ortschaften in der Emder Umgebung Einwohnerwehren. Die Einwohnerwehr Greetsiels umfasste 70 Personen. Diese verfügten über 30 Waffen. Aufgelöst wurden die Einwohnerwehren erst nach einem entsprechenden Erlass des preußischen Innenministers Carl Severing am 10. April 1920.

### Erklärung des Ortsnamens
Alte Bezeichnungen des Ortes sind 1388 Greit, 1388 Gredsyle, 1787 Greetsyhl und 1787 Greete.
Bei einem gegen Ende des 14. Jahrhunderts erbauten Siel entstandener Sitz der Familie Cirksena. Es handelt sich um eine Zusammensetzung mit „gred“ für Wiese, Weideland, angeschwemmtes Land, also „Siel am Neuland“. Siel als Durchlass für Abwässer, Deichschleuse mit Abzugs-, Entwässerungsgraben zum Durchlassen oder Abfließen des Binnenwassers.

### Eingemeindungen
Am 1. Juli 1972 wurde Greetsiel in die neue Gemeinde Krummhörn eingegliedert. Bei der Bildung dieser neuen Gemeinde entbrannte eine Diskussion um den Verwaltungssitz – Pewsum oder Greetsiel. Wegen der zentraleren Lage wurde Pewsum vorgezogen und wuchs in der Folge sehr stark. Heute hat Pewsum eine mehr als doppelt so hohe Einwohnerzahl wie Greetsiel (nur Hauptwohnsitze).

### Einwohnerentwicklung
| Jahr | Einwohnerzahlen |
| ---- | --------------- |
| 1821 | 722             |
| 1848 | 931             |
| 1871 | 898             |
| 1885 | 815             |
| 1905 | 754             |
| 1925 | 925             |
| 1933 | 1124            |

| Jahr | Einwohnerzahlen |
| ---- | --------------- |
| 1939 | 1278            |
| 1946 | 1547            |
| 1950 | 1679            |
| 1956 | 1461            |
| 1961 | 1366            |
| 1970 | 1569            |
| 1980 | 1529            |

| Jahr | Einwohnerzahlen |
| ---- | --------------- |
| 1990 | 1391            |
| 2000 | 1552            |
| 2005 | 1588            |
| 2006 | 1534            |
| 2012 | 1450            |

## Politik

### Rat und Bürgermeister
Seit 1. November 2021 ist Hilke Looden Bürgermeisterin der Gemeinde Krummhörn.
Seit der Kommunalreform 1972 wird der Ortsteil Greetsiel vom Rat der Gemeinde Krummhörn vertreten.

### Ortsvorsteher
Seit der Kommunalwahl ist Gerd Wellbrock Ortsvorsteher.

### Wappen
| Wappen der früheren Gemeinde Greetsiel | Blasonierung: „Im silbernen (weißen) Feld über silbernen (weißen) Wellen im Schildfuß ein blaues dreimastiges Schiff, dessen Mastspitzen mit drei blauen, sechszackigen Sporenrädern besetzt sind. Am mittleren Mast hängt ein schwarzer Schild, der eine goldene (gelbe), gekrönte Harpyie zeigt, begleitet von vier goldenen (gelben) sechsstrahligen Sternen.“ |
| Wappen der früheren Gemeinde Greetsiel | Wappenbegründung: Das von Ulf-Dietrich Korn entworfene Wappen wurde am 5. September 1963 vom Regierungspräsidenten in Aurich genehmigt. Das Schiff bezieht sich auf den Haupterwerbszweig der Greetsieler, der Schifffahrt und dem Fischfang. Der Schild am Mast zeigt das Wappen der ostfriesischen Häuptlingsfamilie Cirksena, die ihre Stammburg in Greetsiel hatten. Die Sporenräder sind das Zeichen der in Norden ansässigen Familie Idzinga, welche dort auch seit dem 15. Jahrhundert das Wappen zieren; sie symbolisieren die frühere Zugehörigkeit zum Landkreis Norden. |

## Kultur und Sehenswürdigkeiten

### Bauwerke
Im Ortszentrum stehen zahlreiche Baudenkmäler mit geschichtlicher, künstlerischer oder städtebaulicher Bedeutung.

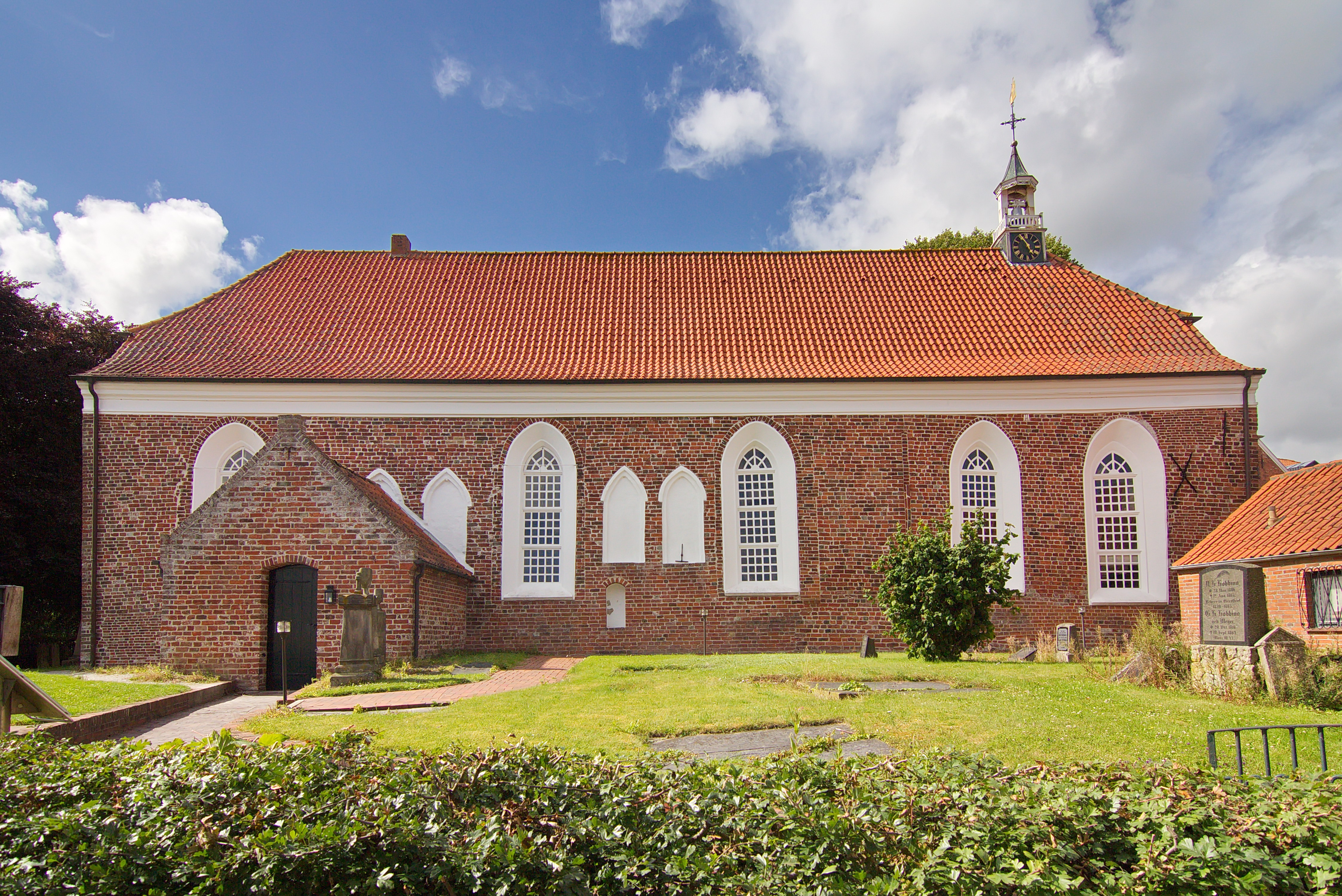
Die evangelisch-reformierte Kirche Greetsiel

Die evangelisch-reformierte Kirche ist eine rechteckige Backstein-Saalkirche mit gotischen Spitzbogenfenstern und wurde zwischen 1380 und 1410 als Eigenkirche des Häuptlings Haro Edzardsna in zwei Bauabschnitten errichtet. Im Jahr 1401 wurde sie durch Papst Bonifatius IX. bestätigt, lange vor ihrer endgültigen Fertigstellung, soll sie bis zur Reformation der St. Marien geweiht worden sein und gehörte zum Bistum Münster. Bekrönt wird der Bau von einem kleinen, mit einer Uhr ausgestatteten Dachreiter. Diesen ziert eine um 1730 entstandene Wetterfahne in Form eines Schiffes. Dargestellt ist ein Dreimaster mit drei gesetzten Rahsegeln. Der eigentliche Glockenturm steht etwas abseits. Das Geläut besteht aus drei Glocken, die 1958 die Glockengießerei Bachert für die 2012 abgerissene evangelischen Kreuzkirche im Mannheimer Stadtbezirk Neckarstadt-Ost/Wohlgelegen gegossen hatte. Das schlichte, ehemals von einer Flachdecke abgeschlossene Innere der Kirche wird seit 1852 von einer leicht gewölbten Holzdecke überspannt. Die erste Orgel wurde 1555 vom Kloster Aland übernommen. Diese wurde 1694–1695 durch eine neue Orgel von dem Orgelbauer Valentin Ulrich Grotian ersetzt. 1738 erfolgte ein Orgelneubau durch Johann Friedrich Constabel. Das Orgelprospekt mit wertvollem Schnitzwerk ist heute noch aus der Zeit erhalten. 1914 wurde von der Orgel nur noch das Gehäuse behalten und durch eine neue Orgel von Friedrich Klassmeier  ersetzt. Die heute bestehende Orgel wurde 1963 von der Karl Schuke Berliner Orgelbauwerkstatt erbaut. Die Kanzel wurde hingegen bereits 1669 geschaffen.

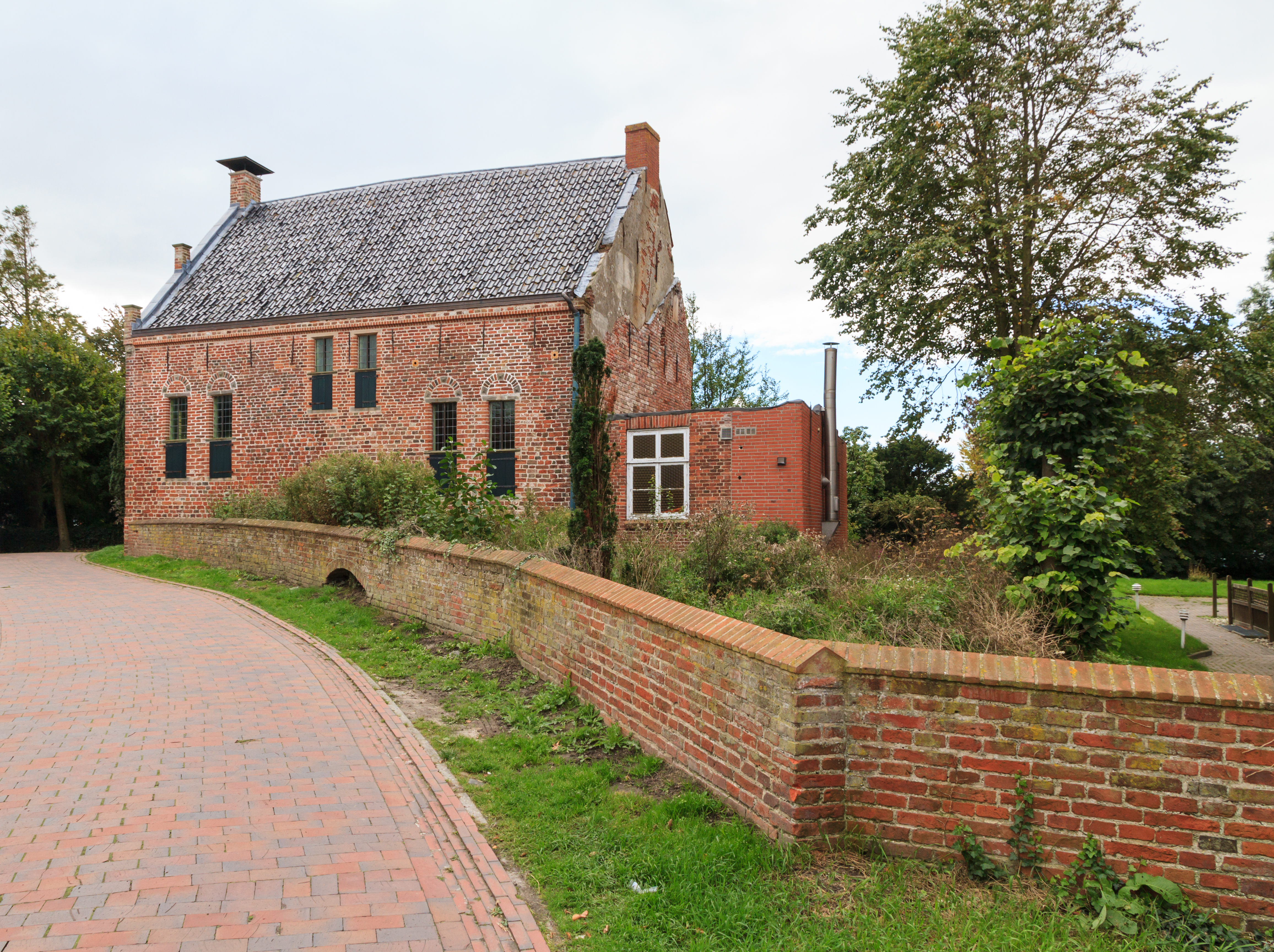
Das Cirksena-Steinhaus

Das Steinhaus, ehemaliger Stammsitz der Familie Cirksena ist am Ende der Hohen Straße situiert. Der Backsteinbau wurde gegen 1600 auf den Fundamenten eines um 1390 entstandenen Vorgängerbaus errichtet. Im Inneren wurde der ursprüngliche Saal im Zuge der Renovierungsarbeiten wiederhergestellt. Zu den bekanntesten Fotomotiven des Ortes gehört die das Hafenbecken flankierende Häuserzeile an der Sielstraße. Hier fallen vor allem die Häuser Nr. 11 und Nr. 15 mit ihren nach niederländischen Vorbildern gestalteten glockenförmigen Giebeln auf. Während ersteres 1741 datiert ist, wurde Nr. 15 1792 erbaut. Ebenfalls an der Sielstraße findet man Poppingas Alte Bäckerei (Nr. 21) aus dem 19. Jahrhundert, die mit ihrer unverändert erhaltenen Inneneinrichtung mittlerweile als Museum, Café und Galerie genutzt wird. Unweit der Kirche liegt das so genannte Hohe Haus (Hohe Straße 1), ein zweigeschossiger traufständiger Backsteinbau, der einst als Sitz des Rentmeisters diente. Er ist durch die Maueranker am Giebel zwar auf „1696“ datiert, dürfte im Kern aber bereits auf das 16. Jahrhundert zurückgehen. Heute beherbergt das Gebäude, dessen Straßenfassade mit einem Quaderputz versehen ist, ein Hotel. Aus derselben Zeit dürfte das Amtmannshaus am Neuen Deich stammen, das allerdings im 19. Jahrhundert durchgreifend erneuert wurde. Bei der jüngsten Renovierung wurde das äußere Erscheinungsbild des Hauses und der zugehörigen Gulfscheune durch moderne Dachgauben erheblich verändert. In der Mühlenstraße stößt man auf das 1794 entstandene Haus von Halem, das zu den bedeutendsten Wohnbauten des Klassizismus in Ostfriesland zählt. Der zweigeschossige Backsteinbau mit Walmdach wird durch kolossale Pilaster gegliedert. Das Portal verfügt über ein reich geschnitztes Oberlicht in Formen des späten Rokoko.
Zu den bekanntesten Sehenswürdigkeiten zählen darüber hinaus die Zwillingsmühlen. Die Holländerwindmühlen stammen aus den Jahren 1856 (grüne Mühle) und 1706 (rote Mühle, 1921 aus Teilen der Auricher Wallmühle von 1750 erneuert).
Weitere Sehenswürdigkeiten sind das Schöpfwerk, das alte Siel (1798), das neue Siel (1887). Das Greetsieler Museumshaus ist auf Buddelschiffe spezialisiert und zeigt etwa 800 Exemplare. Nach Museumsangaben handelt es sich damit um eine der größten Buddelschiffsammlungen in Deutschland bzw. Europa. Ergänzend sind weitere maritime Ausstellungsstücke zu sehen. In der Nähe liegt der Pilsumer Leuchtturm.

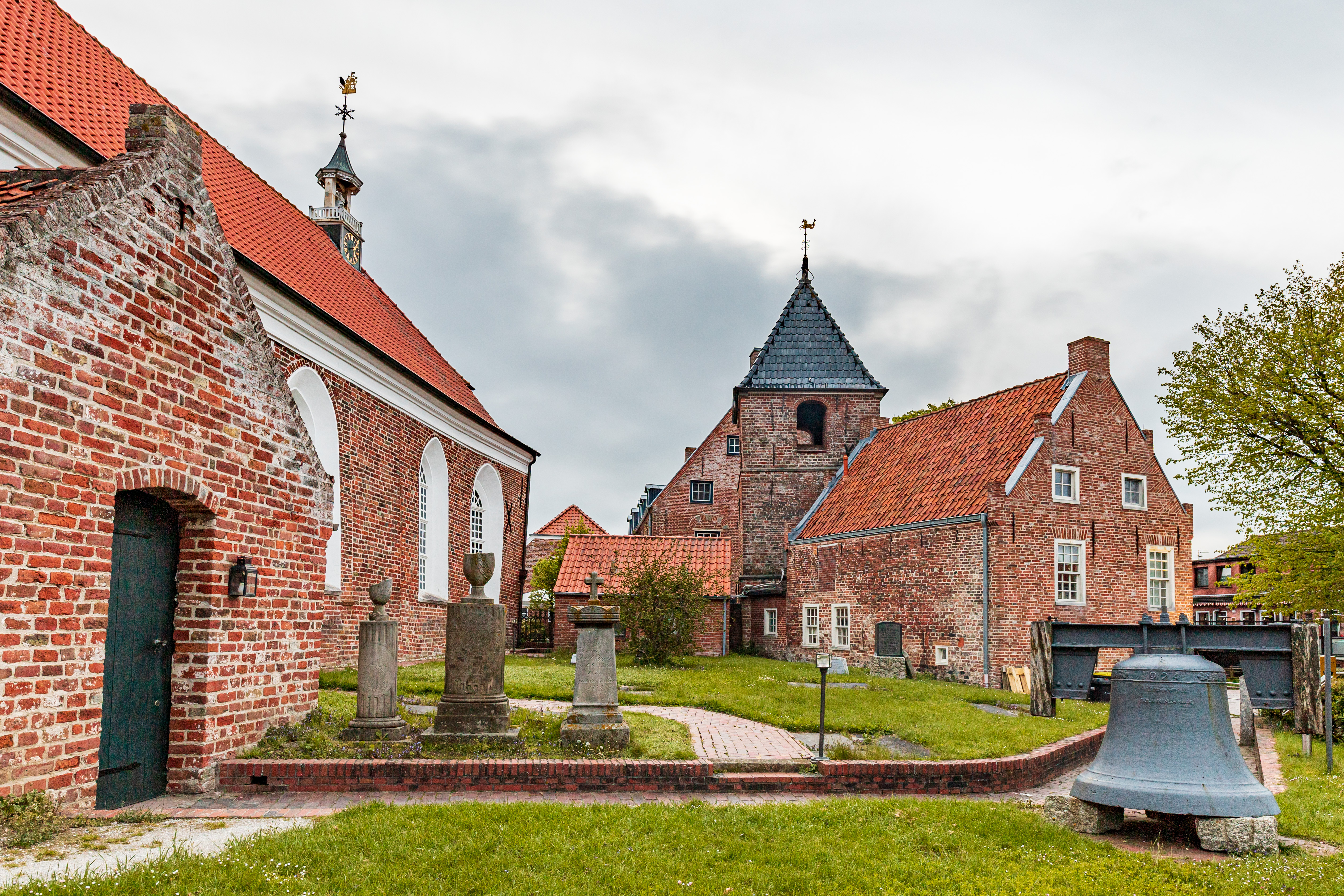
Der alte Friedhof von Greetsiel
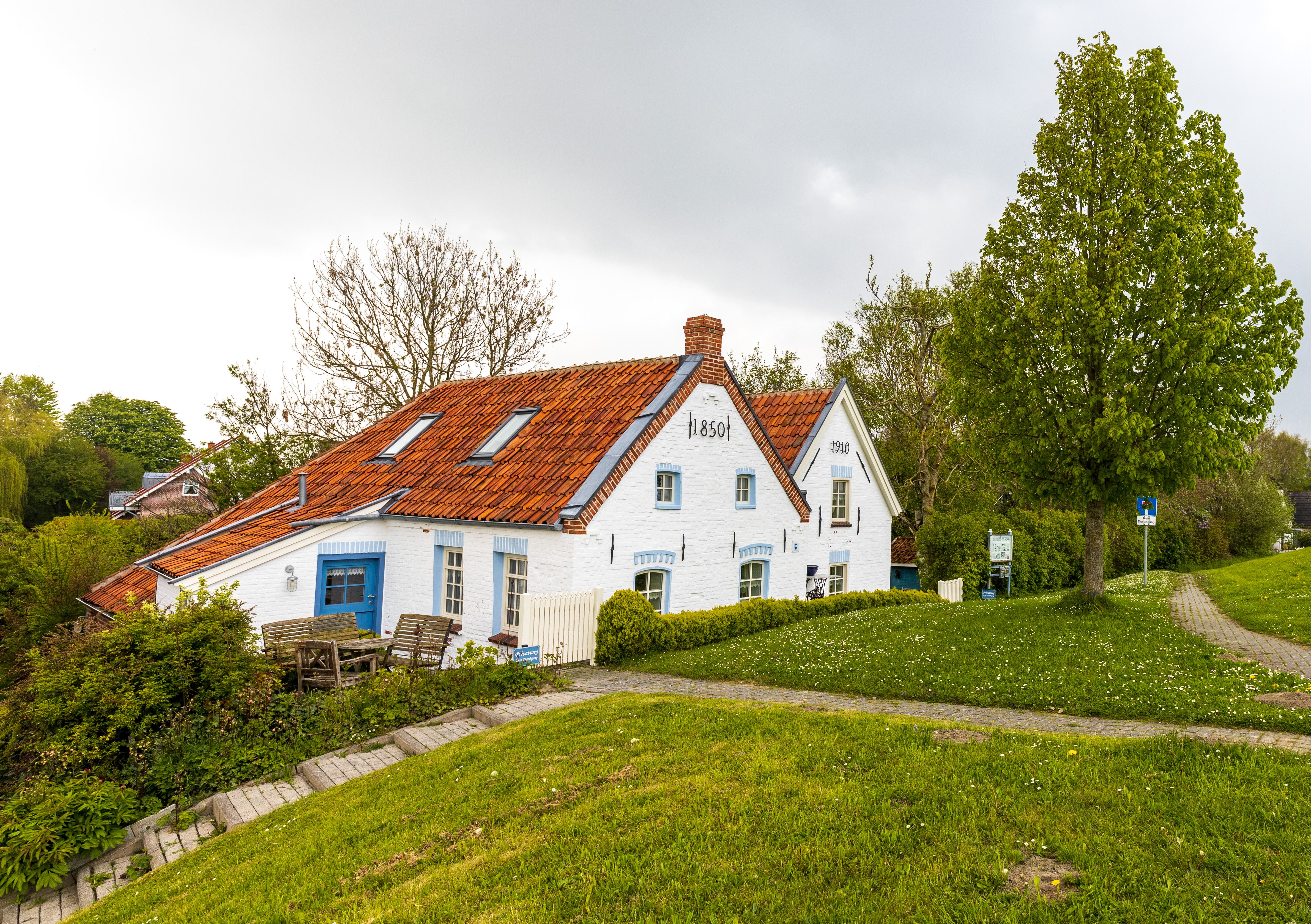
Alte Fischerhäuser hinterm Deich
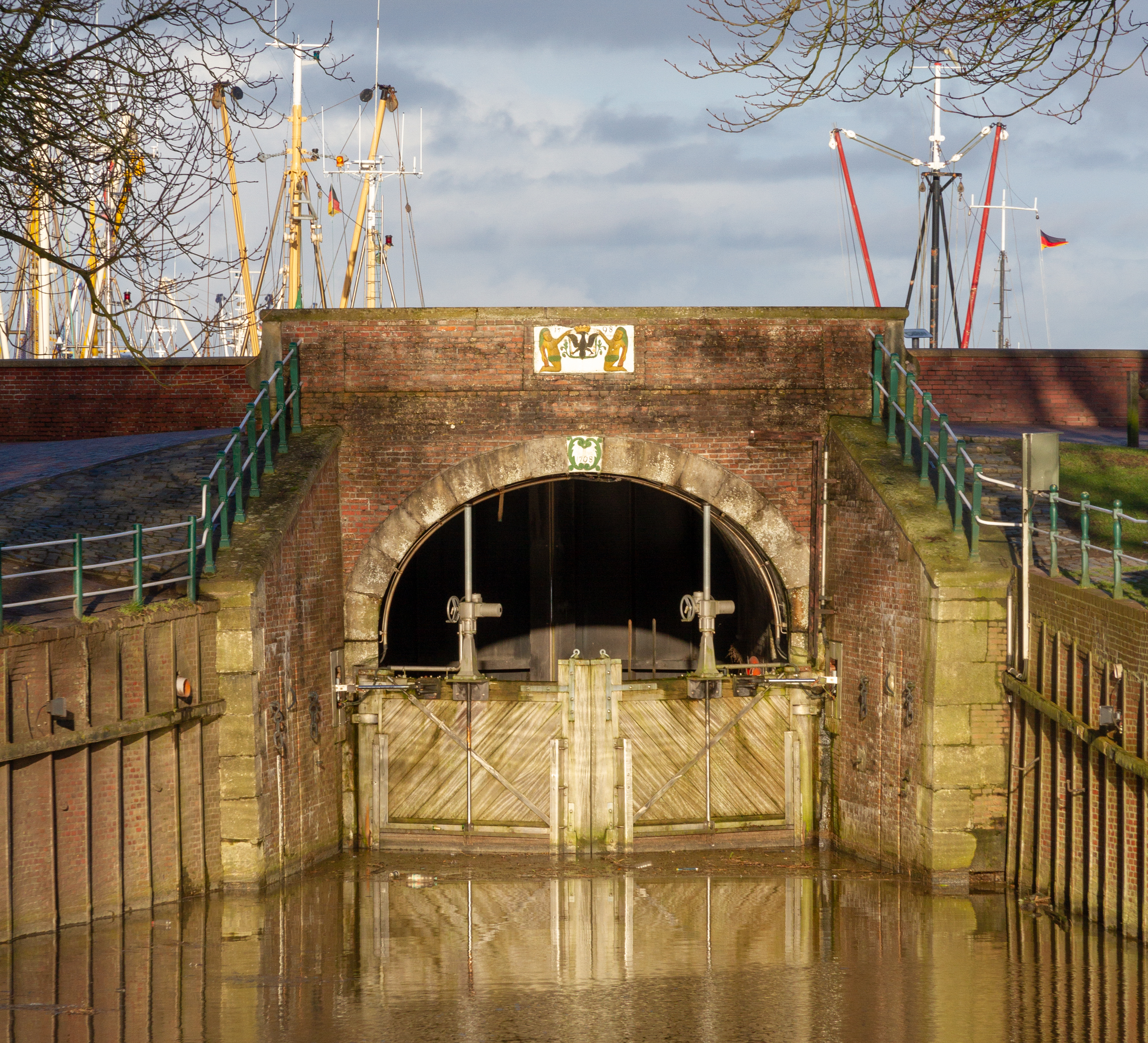
Das Siel von 1798
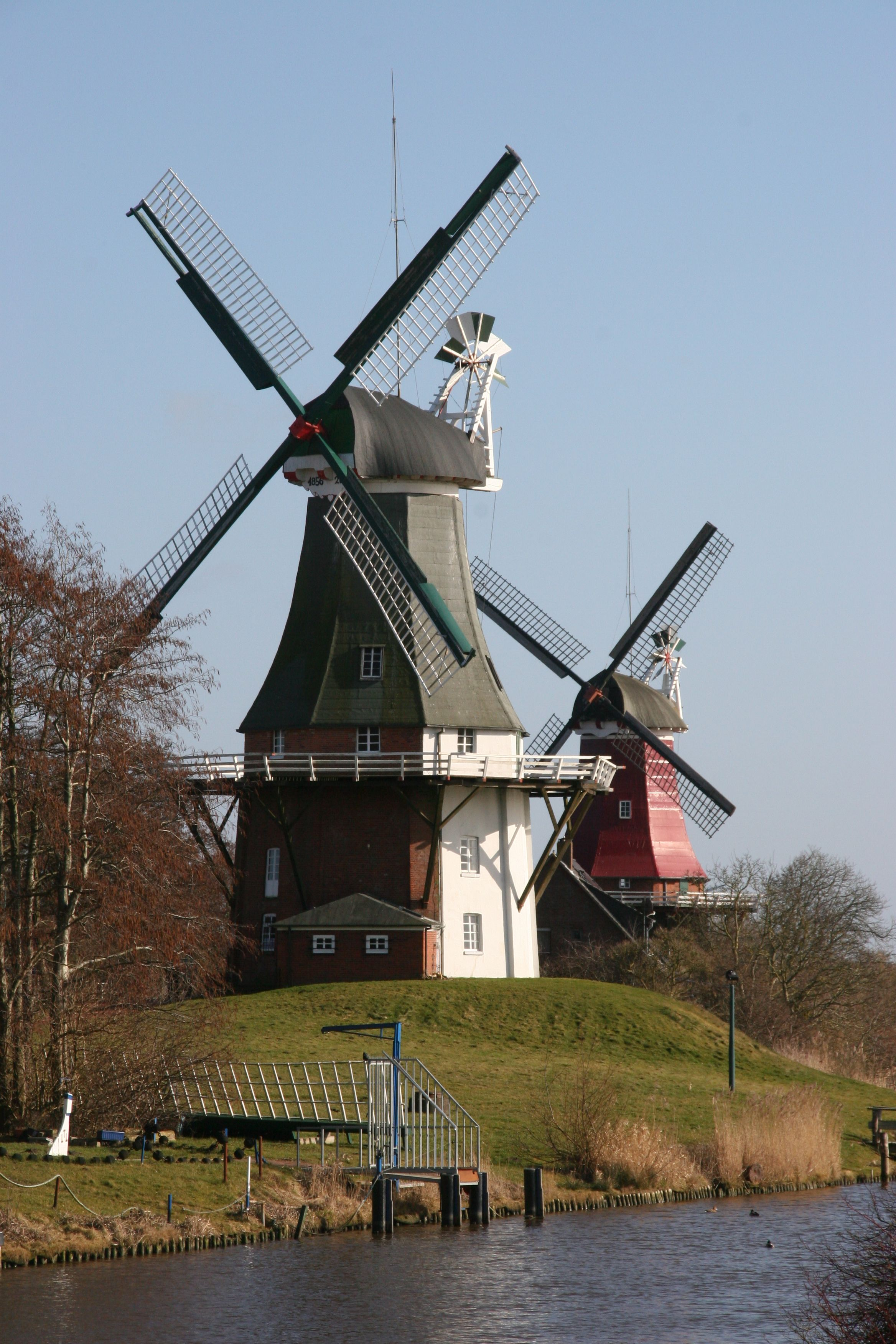
Zwillingsmühlen

### Regelmäßige Veranstaltungen
In Greetsiel findet seit mehr als 40 Jahren alljährlich die Greetsieler Woche statt, eine Kunstausstellung aus den Bereichen Malerei, Keramik, Goldschmiede und Bildhauerei. Alle zwei Jahre wird bei der Ausstellung der mit 10.000 Euro dotierte Imke Folkerts Preis für bildende Kunst verliehen – in Jahren ungerader Jahreszahl. Teilnahmeberechtigt sind Werke aus den Bereichen Malerei, Zeichnung, Grafik, Foto und Skulptur. Ausstellungen sind auch regelmäßig in den Greetsieler Zwillingsmühlen zu sehen. Jährlich im Hochsommer findet der Kutterkorso statt, an dem der Großteil der Greetsieler Kutter teilnimmt. Die Besatzungen nehmen Gäste mit auf eine etwa vierstündige Fahrt. Im Hafen findet zugleich ein Rahmenprogramm mit Musik und Krabbenpulwettbewerben statt.

## Wirtschaft und Infrastruktur

### Unternehmen
Greetsiel gehört zur Gesamtgemeinde Krummhörn und ist von Tourismus und Fischerei geprägt, im direkten Umland des Ortes ist darüber hinaus die Landwirtschaft von Bedeutung.
Im Fischereihafen liegen gegenwärtig noch 27 Krabbenkutter. Er zählt zu den größeren deutschen Kutterhäfen, etwas mehr als zehn Prozent der knapp 250 deutschen Krabbenkutter sind dort beheimatet. Das Krabbenhandelsunternehmen de Beer hat seinen Sitz in Greetsiel. Es beschäftigt etwa 80 Vollzeit- und 15 Teilzeitmitarbeiter. Neben dem Großhandel mit den Nordseegarnelen ist de Beer auch im Einzelhandel und Fischrestaurant-Bereich aktiv, unter anderem mit zwei Geschäften in Greetsiel. Die Slipanlage wird zur Überholung der Krabbenkutter zunehmend auch aus dem benachbarten Norddeich genutzt.

Kochen der Krabben auf einem Greetsieler Kutter
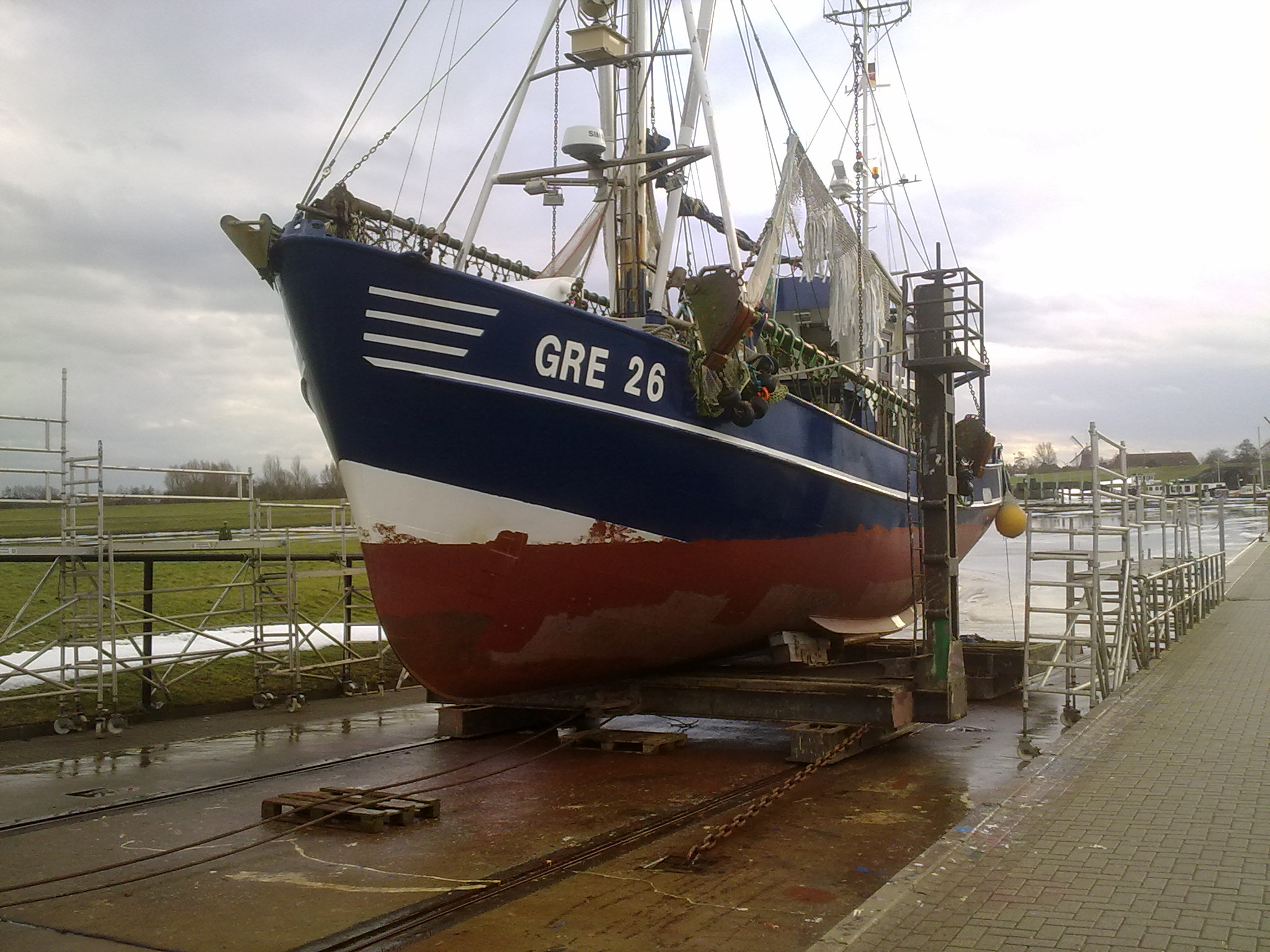
Slip mit Krabbenkutter
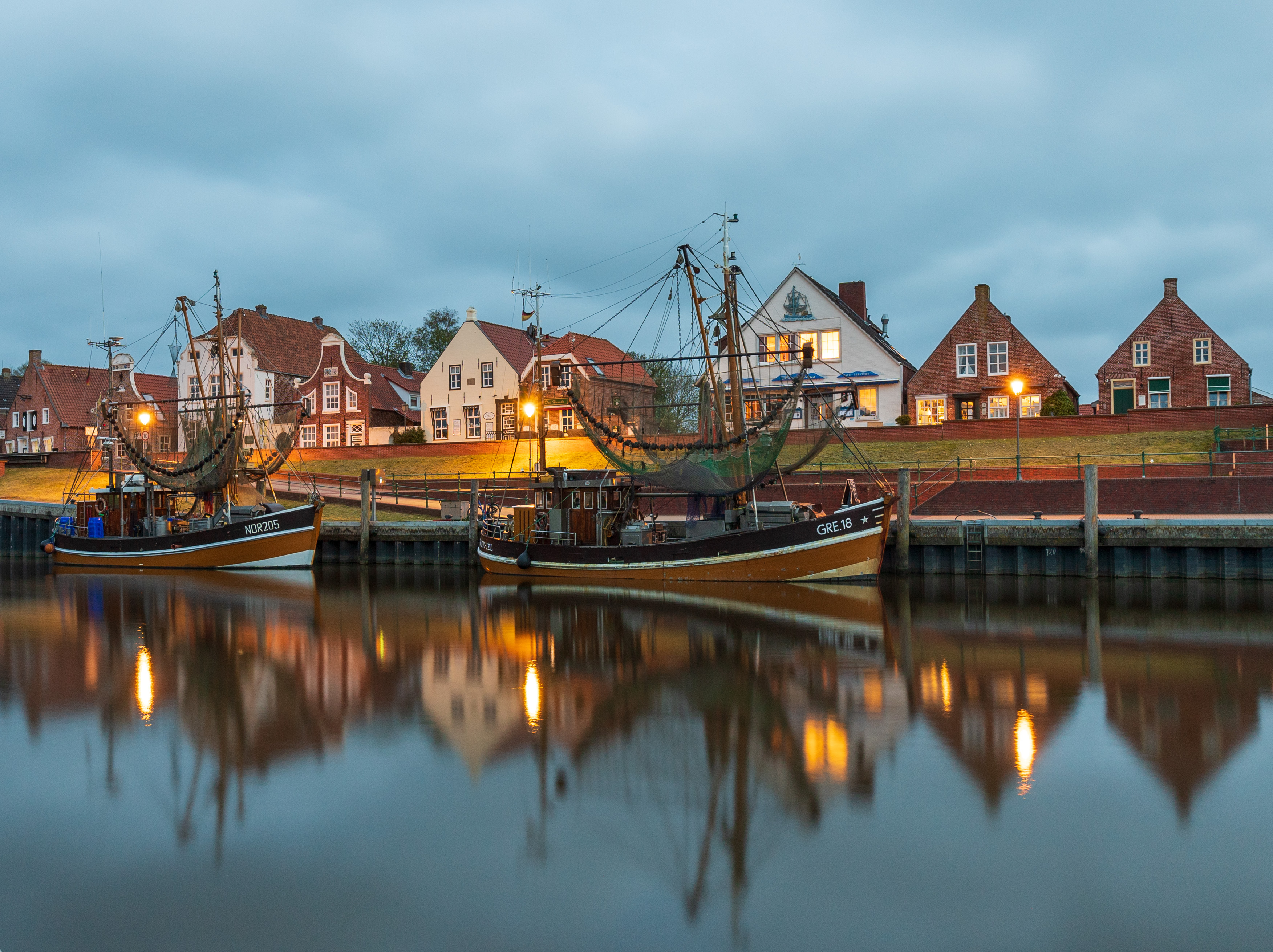
Krabbenkutter im Hafen
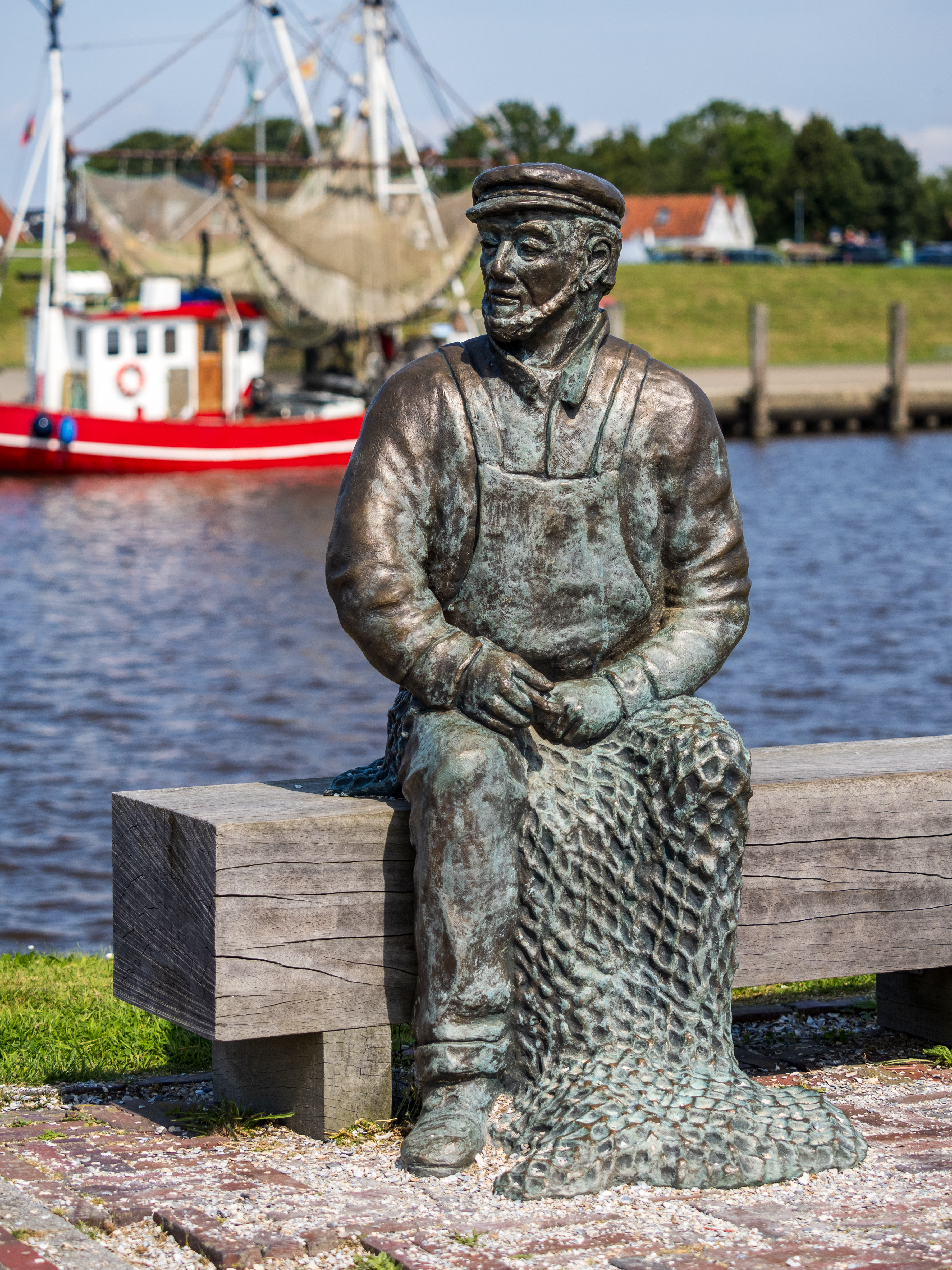
Der Netzflicker

Die Gemeinde Krummhörn verbucht jährlich mehr als 600.000 Übernachtungen sowie rund 1,5 Mio. Tagesgäste, von denen ein Großteil auf Greetsiel entfällt. Im Ort stehen mehrere Hotels sowie eine Vielzahl von Pensionen, Ferienwohnungen und -häusern zur Verfügung. Auch Ferien auf dem Bauernhof sind in der Gemarkung Greetsiel möglich. Außerdem wird ein Wohnmobilstellplatz mit 55 Plätzen angeboten. Einen Campingplatz gibt es in Greetsiel hingegen nicht, die nächstgelegenen befinden sich in den Krummhörner Ortschaften Campen und Upleward. Im Winterhalbjahr liegt zudem das Hotelschiff Dutch Princess im Greetsieler Hafen. Yachtbesitzer können im Yachthafen festmachen.
Zur touristischen Infrastruktur in Greetsiel zählt die Oase mit Schwimmbad, Sauna und weiteren Gesundheitseinrichtungen.
In Greetsiel befindet sich eines der beiden Gewerbegebiete in der Gemeinde Krummhörn, das andere (größere) befindet sich im Hauptort Pewsum. Das Greetsieler Gewerbegebiet liegt an der Landesstraße in Richtung Eilsum.

### Medien
Greetsiel wurde bereits mehrfach als Kulisse für Film- und Fernsehaufnahmen genutzt:
- Die Episode Sonne und Sturm der ARD-Krimireihe Tatort (NDR – Charlotte Lindholm) wurde 2003 in Greetsiel gedreht, das den fiktiven Küstenort „Nordersiel“ verkörpert. Darüber hinaus spielt auch der benachbarte Pilsumer Leuchtturm eine bedeutende Rolle.
- Die Episode der Heimatgeschichten „Das Erbe von Greetsiel“ wurde 1998 mit den Darstellern Dieter Pfaff und Ferdinand Dux in Greetsiel gedreht.
- Die beiden ersten Folgen Der siebte Tempel und Das Skelett in den Dünen der Ottfried Fischer Serie Pfarrer Braun wurden vor der Kulisse von Greetsiel, Pilsum sowie Norderney gedreht.
- Im Vorspann des Films Otto – Der Außerfriesische sind Luftaufnahmen von Greetsiel zu sehen.

### Verkehr

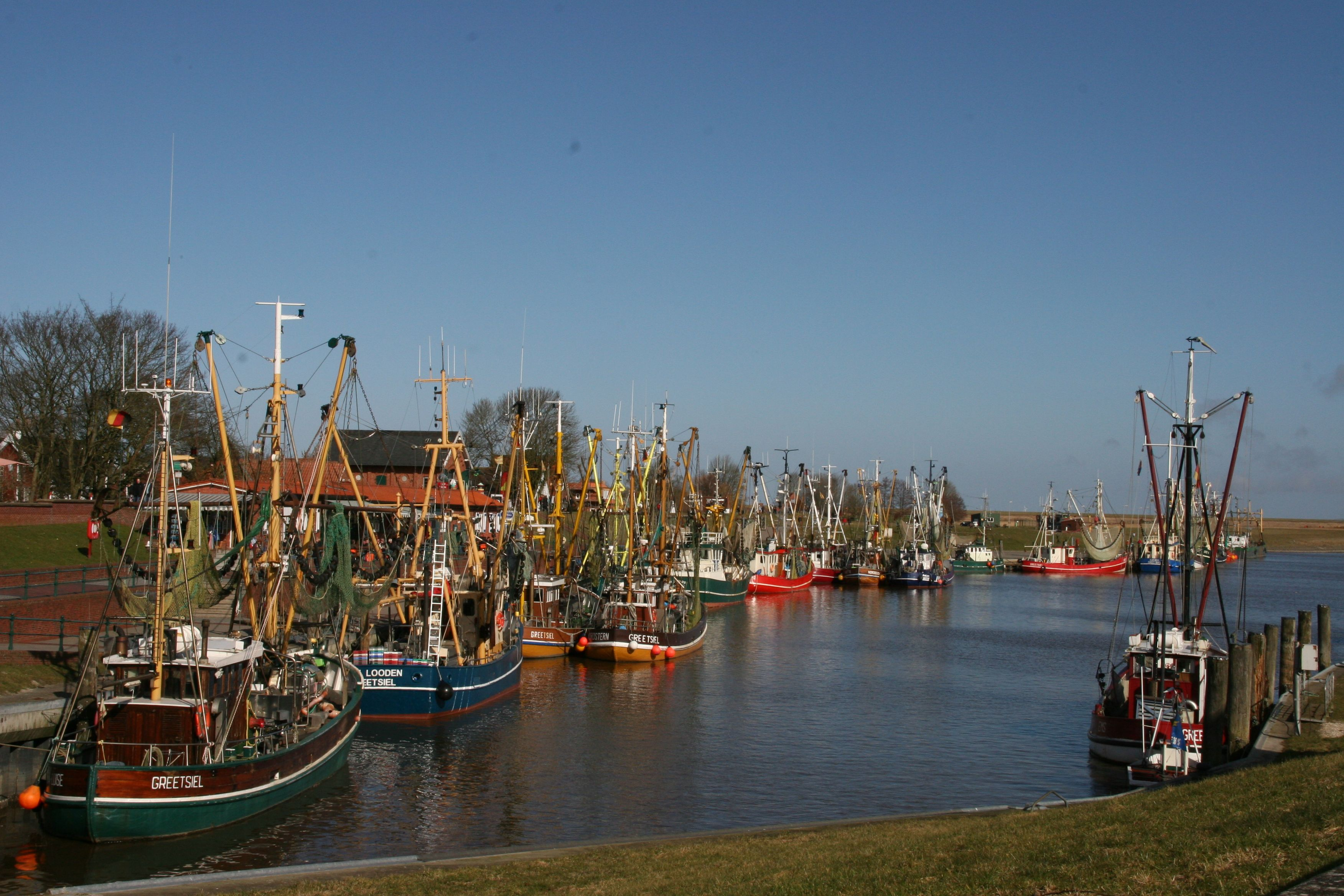
Fischereihafen von Greetsiel

Greetsiel ist über Landesstraßen mit Emden und damit der A 31 sowie mit der Stadt Norden verbunden. Die L 25 verbindet Greetsiel mit Eilsum, von wo über die L 4 nach Pewsum, weiter nach Emden auf der L 3 die Seehafenstadt erreichbar ist. Die L 27 führt von Greetsiel in die Stadt Norden. Zudem führt die Kreisstraße 139 von Greetsiel über Pilsum nach Groothusen, wo die L 2 (Pewsum-Rysum-Emden) erreicht wird. Der Fischerort ist also in Richtung Norden, Westen und Süden ans Straßennetz angebunden. Der Ort selbst wird durch eine Umgehungsstraße im Zuge der L 27/K 139 entlastet; am Westrand von Greetsiel befindet sich die Kreuzung mit der L 25 und der Haupteinfahrtsstraße in den Ort. Der Ortskern von Greetsiel ist verkehrsberuhigt, die Einfahrt nur für Anlieger zulässig. Einzelne Gassen sind für Autos aufgrund ihrer Maße überhaupt nicht befahrbar. Um vom östlichen Teil Greetsiels in die Neubaugebiete im Westen zu gelangen, muss die Umgehungsstraße genutzt werden. Um Greetsiel gibt es ausgedehnte Radwegenetze, der Ort liegt zudem am Nordseeküsten-Radweg.

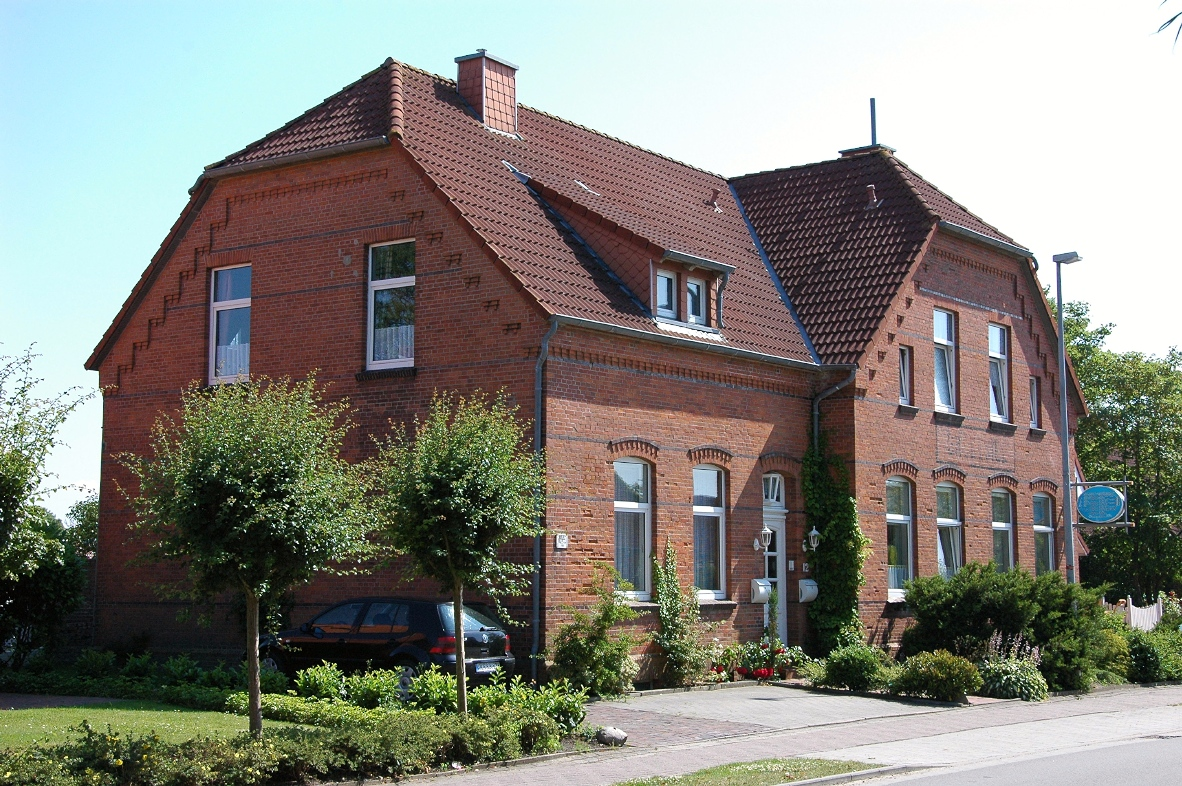
Ehemaliges Empfangsgebäude des Bahnhofs Greetsiel

Mit kleineren Booten kann Greetsiel zudem aus Richtung Emden erreicht werden. Das Alte Greetsieler Sieltief und das Neue Greetsieler Sieltief verbinden den Ort mit dem ostfriesischen Binnenwasserstraßen-Netz. Das Alte Greetsieler Sieltief führt von Greetsiel über Eilsum und Grimersum an Wirdum vorbei nach Loppersum, wo es in das Knockster Tief mündet. Das Neue Greetsieler Sieltief führt von Greetsiel über Visquard durch die Meeden der Krummhörn und mündet bei Hinte in das Knockster Tief. Weitere Tiefs zweigen von diesen beiden Kanälen ab. In Greetsiel umschließen das Alte und das Neue Sieltief einen Teil des Ortskerns, so dass dieser nahezu eine Insel bildet. Das Schöpfwerk im Ortskern stellt die Entwässerung der Umgebung sicher, verfügt aber nicht über eine Schleuse, so dass in Greetsiel keine Schleusungen von Booten von binnen nach buten, also von den binnenländischen Kanälen in den Hafen und damit in die Nordsee möglich sind.
Der Greetsieler Hafen besteht aus dem Fischereihafen an der Westseite und dem Yachthafen an der Ostseite des Hafenbeckens. Seit Fertigstellung der Landzunge Leyhörn führt ein tideunabhängiges Fahrwasser vom Greetsieler Hafen in die Außenems. An der Spitze der Landzunge befindet sich die Schleuse Leysiel. Regelmäßige Fährverbindungen ab Greetsiel gibt es nicht, lediglich Ausflugsverkehr. In früheren Jahrhunderten allerdings war Greetsiel der Haupt-Fährhafen nach Borkum, ehe Emden aufgrund der zunehmenden Schiffsgrößen und der günstigeren Fahrwasserverhältnisse in der Ems diese Funktion übernahm.
Früher verband die Kreisbahn Emden–Pewsum–Greetsiel die Orte Pewsum und Greetsiel mit Emden. Der Betrieb der Meterspurbahn begann 1899 zwischen Emden und Pewsum, 1906 wurde die Strecke bis Greetsiel verlängert. An diese Zeit erinnert in Greetsiel die Kleinbahnstraße, an der noch immer mehrere Bahnhofsbauten liegen, die heute jedoch anderweitig genutzt werden. Der Betrieb der Kleinbahn wurde 1963 eingestellt, die Personenbeförderung übernehmen seitdem Omnibusse. Greetsiel ist heute per Bus mit der ehemaligen Kreisstadt Norden und – über Pewsum und Hinte – mit Emden verbunden.

## Persönlichkeiten
- Edzard I. (genannt „der Große“) (1461–1528), Graf von Ostfriesland
- Matthias Vehe-Glirius (1545–1590), unitarischer Theologe, in Greetsiel in Kerkerhaft gestorben
- Ubbo Emmius (1547–1625), evangelisch-reformierter Theologe, Historiker, Pädagoge und Gründungsrektor der niederländischen Universität Groningen
- Edzard II. (1560–1599), Graf von Ostfriesland
- Heinke Heinks (1895–1968), Politiker